# Gare de Saint-Valery-Ville
Ne doit pas être confondu avec Gare de Saint-Valery-Port ou Gare de Saint-Valery-Canal.
La gare de Saint-Valery-Ville est une gare ferroviaire française du réseau de chemin de fer touristique du Chemin de fer de la baie de Somme (CFBS), située sur le territoire de la commune de Saint-Valery-sur-Somme, dans le département de la Somme, en région Hauts-de-France. Deux autres gares du CFBS sont installées sur la commune : Saint-Valery-Port et Saint-Valery-Canal (ateliers).
C'est une gare du CFBS, desservie par des trains touristiques réguliers et des trains spéciaux.

## Situation ferroviaire

Carte du réseau CFBS.

Établie à 5 mètres d'altitude, la gare de Saint-Valery-Ville est située sur la ligne de Saint-Valery à Cayeux, à proximité de l'embranchement avec la ligne de Noyelles-sur-Mer à Saint-Valery, entre les gares de Noyelles-sur-Mer (s'intercale celle fermée aux voyageurs de Saint-Valery-Canal) et de Lanchères - Pendé.
Les installations à quai sont composées de trois voies dont deux d'évitement permettant le croisement des trains. Au niveau de l'entrée de la gare, côté Noyelles-sur-Mer, se détache l'embranchement à quatre files de rails menant à Saint-Valery-Port.

## Histoire
La gare de Saint-Valery-Ville est mise en service le 6 septembre 1887 par la Société générale des chemins de fer économiques (SE) lorsqu'elle ouvre à l'exploitation la ligne à écartement métrique de Saint-Valery à Cayeux du réseau des Chemins de fer départementaux de la Somme.
La gare est fermée avec la ligne à la fin de l'année 1972, puis rouverte par le CFBS avec le soutien des collectivités locales.
Afin d'améliorer l'exploitation des trains, le CFBS procédera à divers aménagements, dont l'installation d'une grue à eau, ainsi que d'une plaque tournante pour réorienter les locomotives.

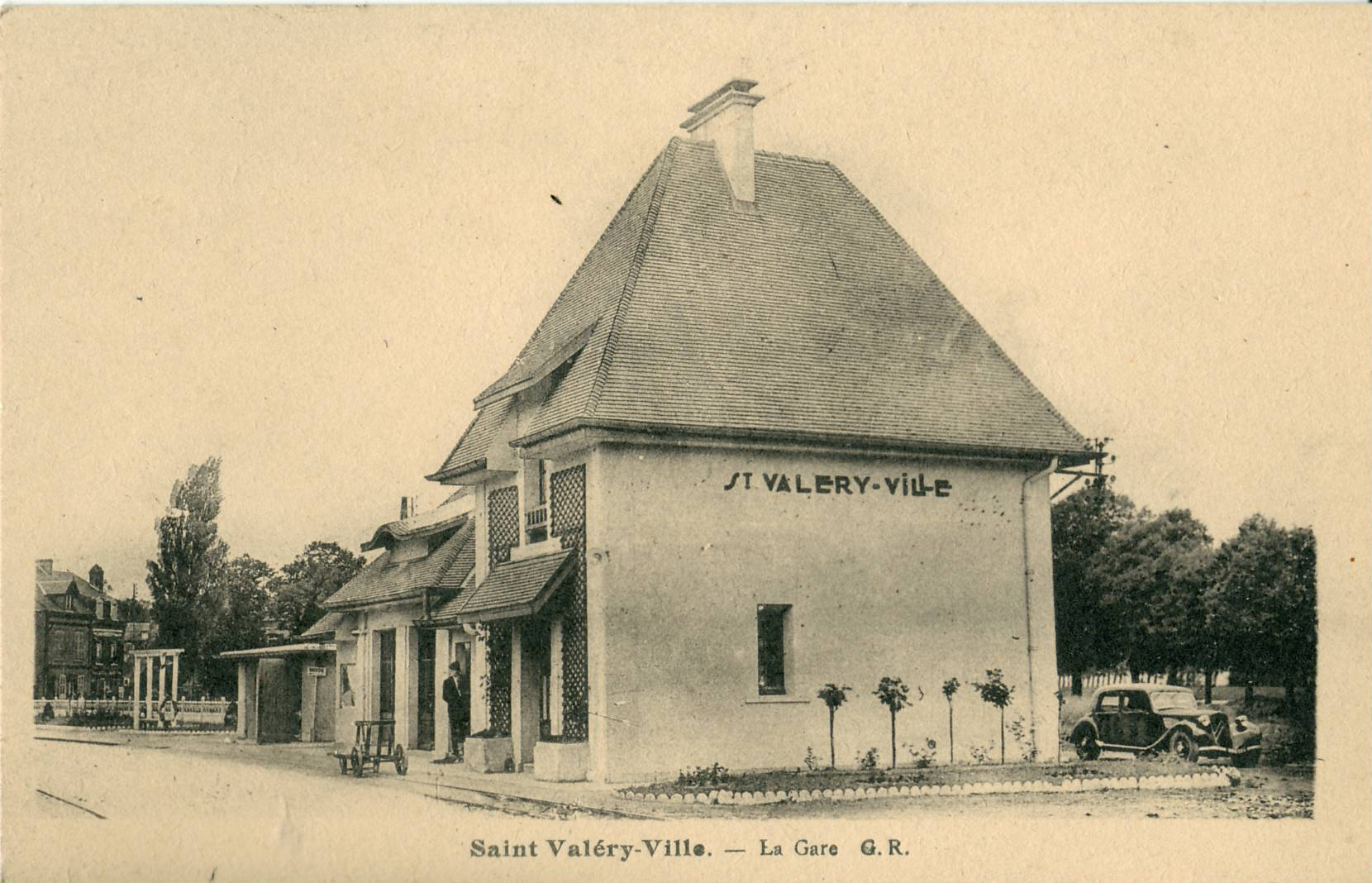
Le bâtiment vers 1930.
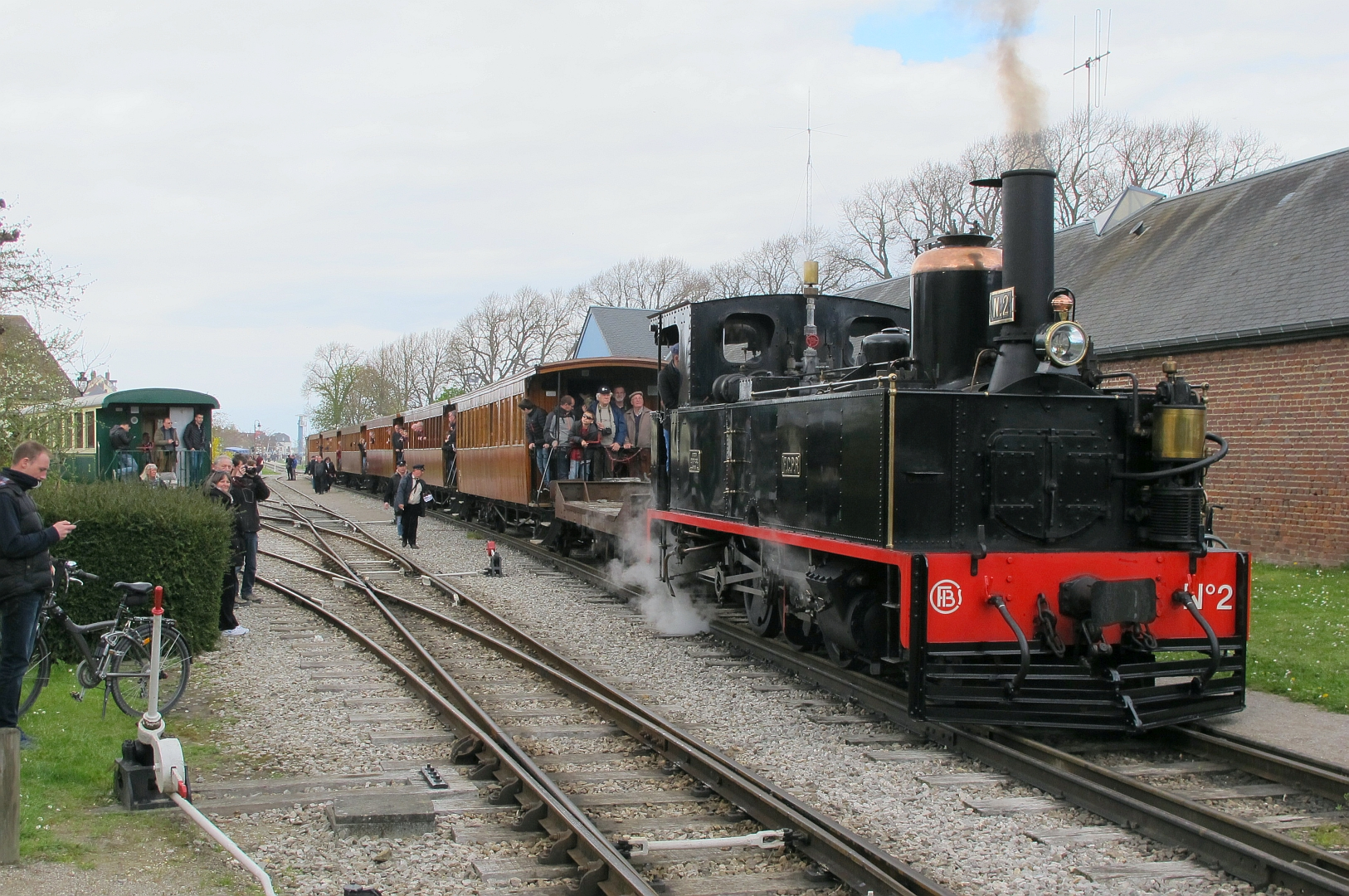
À l'entrée de la gare, un train stationne sur la voie arrivant depuis Saint-Valery-Port.
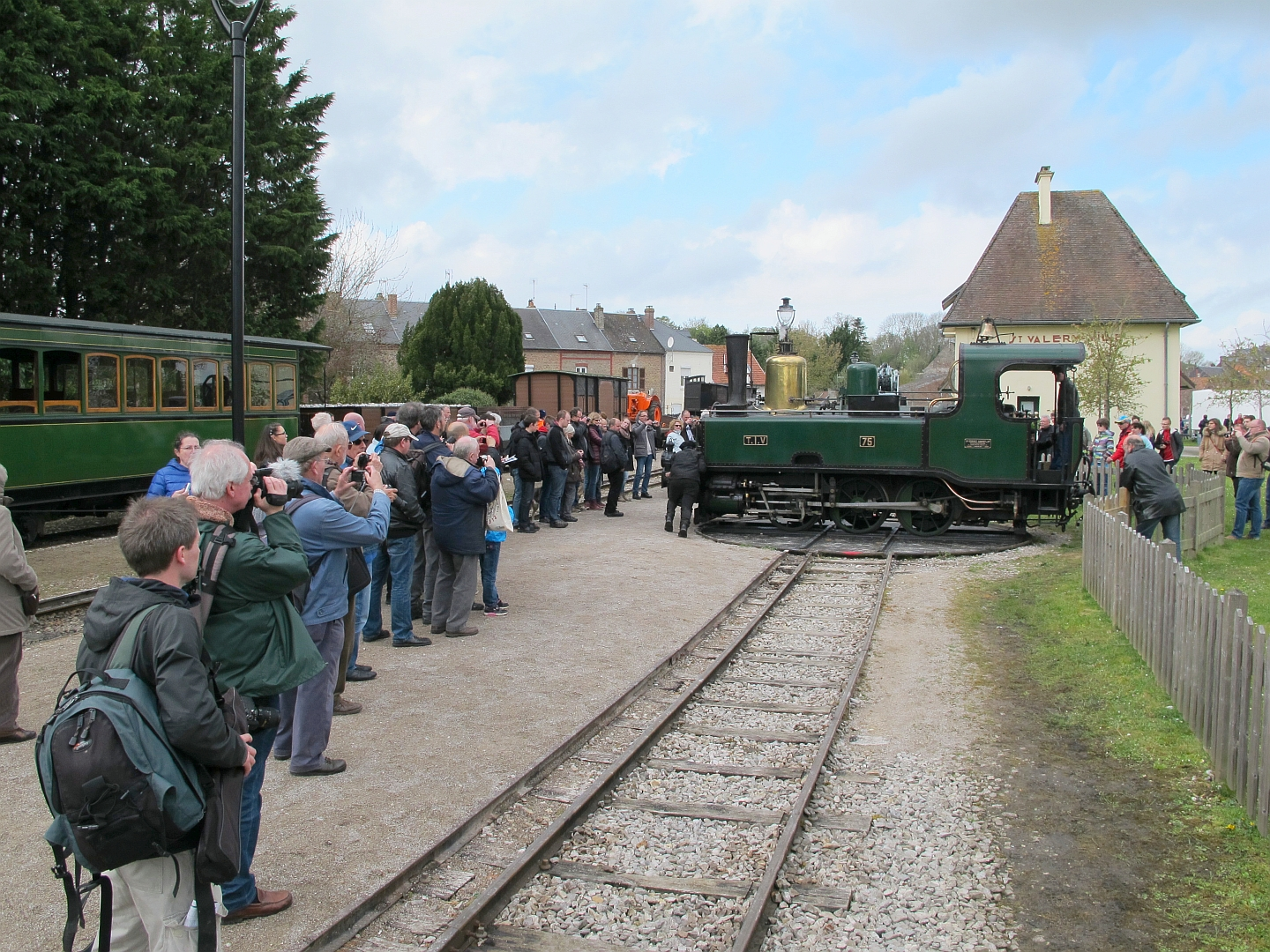
Retournement d'une locomotive sur la plaque de la gare.

## Service des voyageurs

### Accueil
Gare CFBS (également siège du bureau administratif et commercial de l'association), elle dispose d'un bâtiment voyageurs, ouvert toute l'année du lundi au vendredi et le samedi matin (en saison, ouvert tous les jours). Un guichet permet l'achat des titres de transports pour les trains CFBS, mais aussi pour les trains TER Hauts-de-France de la Société nationale des chemins de fer français (SNCF). Elle est équipée de toilettes accessibles aux personnes à la mobilité réduite. Une boutique CFBS (souvenirs, cartes postales, livres, DVD…) est présente en gare.

### Desserte
La gare est principalement desservie par des trains touristiques réguliers du CFBS, qui circulent entre Saint-Valery-Ville et Cayeux-sur-Mer-Brighton-Plage,. Les trains vers Le Crotoy (via Noyelles-sur-Mer) partent de la gare de Saint-Valery-Port ; une correspondance (nécessitant 400 mètres de marche, ou parfois effectuée quai à quai à Saint-Valery-Ville, selon les services) doit être réalisée pour effectuer le trajet complet entre Le Crotoy et Cayeux-sur-Mer.
Saint-Valery-Ville est également desservie par des trains spéciaux venant de Noyelles-sur-Mer et du Crotoy, ainsi que les trains « Dîners à Bord ».

### Intermodalité
Le stationnement (payant) des véhicules est possible à proximité.

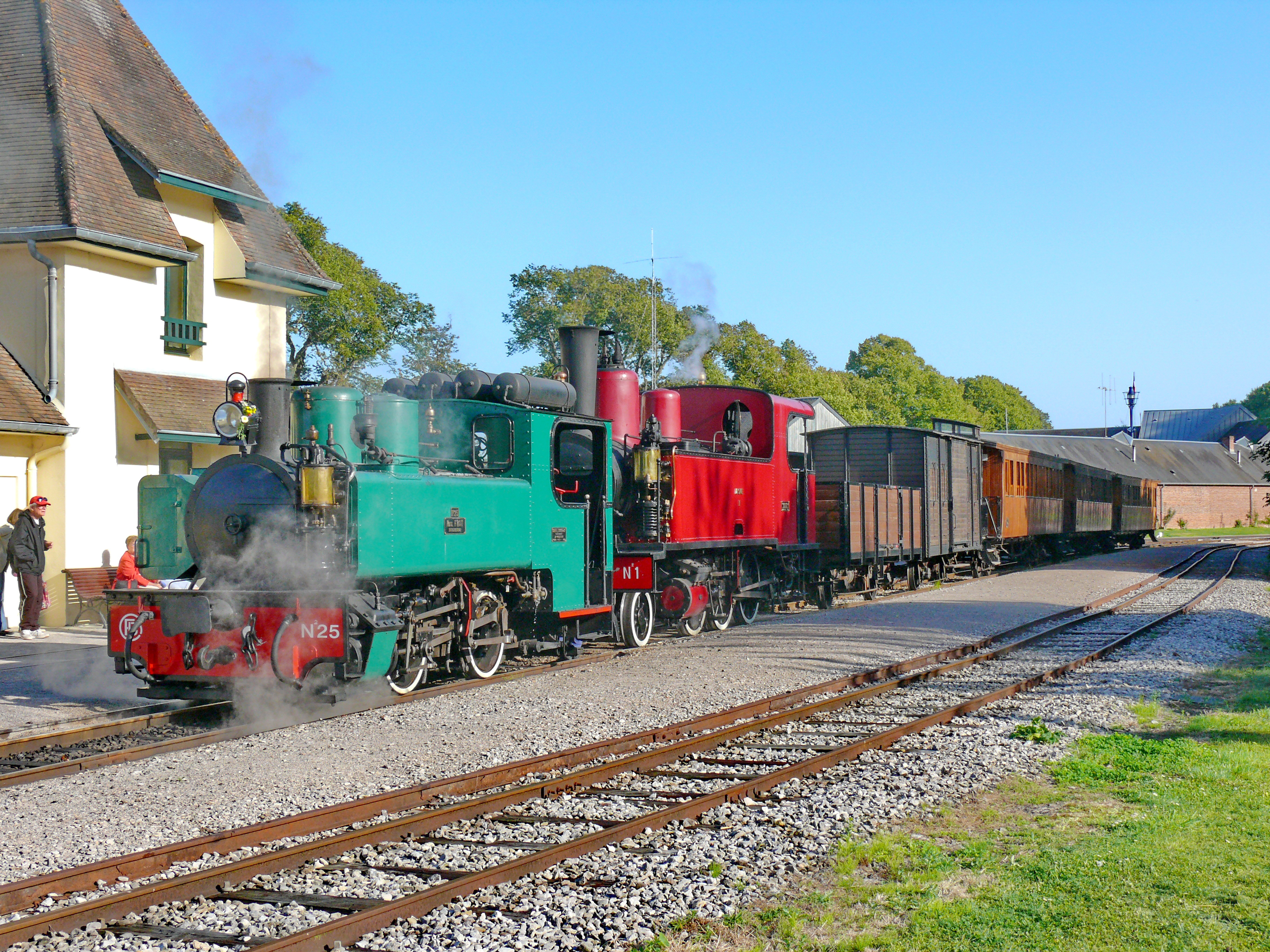
Journées du patrimoine, en 2012.
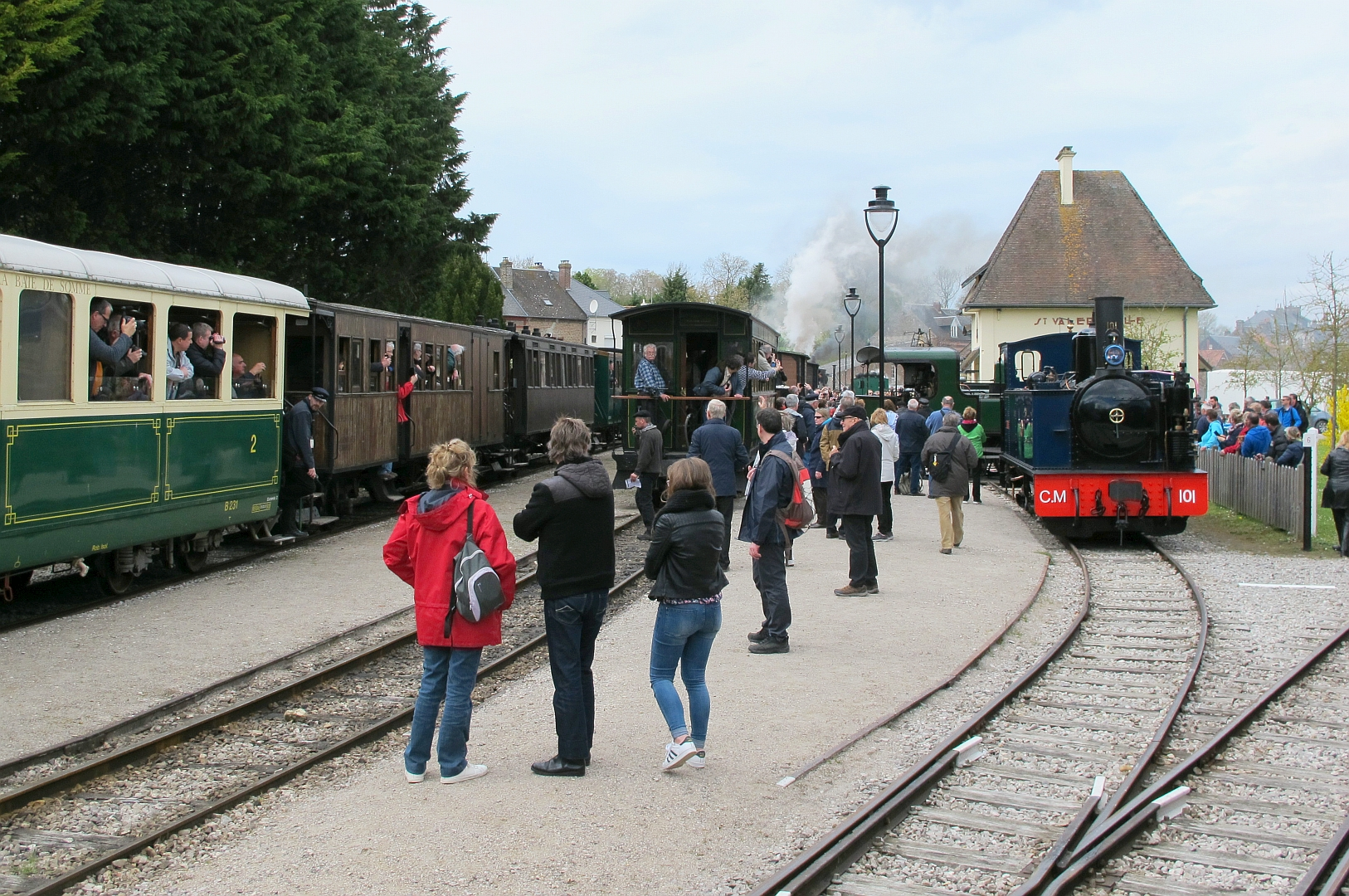
Trains en gare, avril 2016.
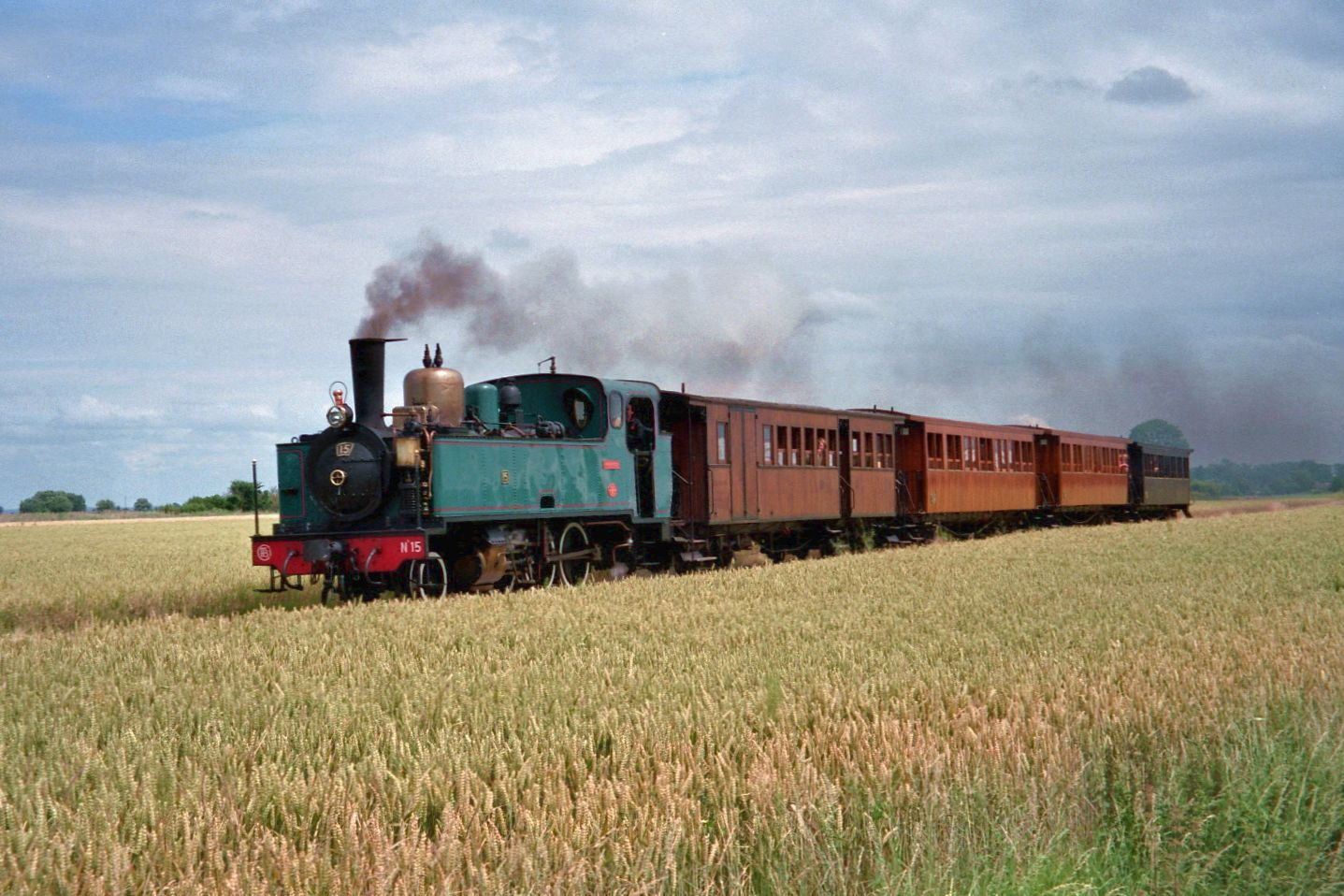
Entre Saint-Valery-Ville et Cayeux.